# Отрів (Фрібур)
Отрів (фр. Hauterive) — громада  в Швейцарії в кантоні Фрібур, округ Сарін.

## Географія
Громада розташована на відстані близько 33 км на південний захід від Берна, 5 км на південний захід від Фрібура.
Отрів має площу 12 км², з яких на 15,6% дозволяється будівництво (житлове та будівництво доріг), 52,6% використовуються в сільськогосподарських цілях, 30,2% зайнято лісами, 1,7% не є продуктивними (річки, льодовики або гори).

## Демографія
2019 року в громаді мешкало 2531 особа (+16,2% порівняно з 2010 роком), іноземців було 14,7%. Густота населення становила 211 осіб/км².
За віковим діапазоном населення розподілялося таким чином: 25,4% — особи молодші 20 років, 60,3% — особи у віці 20—64 років, 14,3% — особи у віці 65 років та старші. Було 981 помешкань (у середньому 2,5 особи в помешканні).
Із загальної кількості 1203 працюючих 65 було зайнятих в первинному секторі, 254 — в обробній промисловості, 884 — в галузі послуг.